# Madge Evans
Margherita (Madge) Evans (New York, 1 juli 1909 — Oakland, 26 april 1981) was een Amerikaans actrice, kindster en model.
Evans werd geboren als dochter van Arthur John en Maude Mary Evans. Ze werd al als kind op de planken gezet. Ze verscheen regelmatig in toneelstukken van William A. Brady. Ze was al in 1910 een populair kindster en poseerde met de 16-jarige actrice Anita Stewart voor verschillende reclames. In 1914 kwam haar filmdebuut. Ze speelde aan het begin van haar carrière enkel bijrollen in films, maar was in 1919 al een kinderactrice op de voorgrond.
In 1924 kwam aan einde aan haar filmcarrière, toen ze met haar moeder naar Europa verhuisde. Ze werkte er jarenlang in het theater, totdat ze in 1927 een filmcontract kreeg aangeboden bij Metro Goldwyn Mayer. In de jaren 30 was ze te zien in talloze films. Ze speelde de vrouwelijke hoofdrol als het liefje van de hoofdrolspeler. Evans was voornamelijk te zien in B-films, maar had ook bijrollen in enkele klassiekers, waaronder Dinner at Eight (1933) en David Copperfield (1935).
Evans verliet Hollywood in 1939, toen ze trouwde met toneelstukschrijver Sidney Kingsley. Ze ging met pensioen en verhuisde naar New Jersey. In de jaren 50 keerde ze terug als actrice en verwierf een carrière op televisie, waar ze gastrollen speelde in verschillende televisieseries. Ze behaalde opnieuw een sterrenstatus met haar rollen in enkele radioshows. Ze kreeg verschillende filmrollen aangeboden, maar sloeg deze allemaal af. Evans ging in 1971 met pensioen. Ze stierf tien jaar later aan kanker.
- Bibliothèque nationale de France: cb146784785 (data)
- Gemeinsame Normdatei: 137220901
- International Standard Name Identifier: 0000 0000 6309 2126
- Library of Congress Control Number: n85151808
- SNAC: w6j68z48
- Système universitaire de documentation: 176032355
- Virtual International Authority File: 22403241
- WorldCat: E39PBJq6WwWFwxRYTvQXbbfyVC